# Trilepis tenuis
Trilepis tenuis är en halvgräsart som beskrevs av Vitta. Trilepis tenuis ingår i släktet Trilepis och familjen halvgräs. Inga underarter finns listade i Catalogue of Life.